# روژه وری
روژه وری (انگلیسی: Roger Verey؛ ۱۴ مارس ۱۹۱۲ – ۶ سپتامبر ۲۰۰۰) قایقران روئینگ اهل لهستان بود.
وی در مسابقات کشوری و بین‌المللی در مجموع برندهٔ ۳ مدال طلا، ۲ مدال نقره، ۳ مدال برنز شده‌است.